# Пласконис, Владимир Филиппович
Владимир Филиппович Пласконис (укр. Володимир Пилипович Пласконіс; род. 30 ноября 1937, Тернополь) — советский и украинский тренер по греко-римской борьбе, спортивный деятель. Муж тренера по спортивной гимнастике Ядвиги Пласконис.

## Биография
Родился 30 ноября 1937 года в Тернополе. В 1959 году окончил Каменец-Подольский педагогический институт Хмельницкой области (ныне Каменец-Подольский национальный университет имени Ивана Огиенко).
С 1965 года — тренер-преподаватель. В 1983—1985 годах — председатель Тернопольского областного совета ДСО «Спартак». С 1991 возглавляет Тернопольскую спортивную детско-юношеская школа олимпийского резерва по греко-римской борьбе. C 2001 года — президент спортивно-художественного и духовного центра «Моя Украина» (город Тернополь), проводящего ежегодный областной конкурс «Человек года». Перед президентскими выборами 2010 года на Украине вместе с другими представителями интеллигенции подписал обращение в поддержку кандидата Юлии Тимошенко.
Владимир Пласконис известен как основатель борцовской школы в Тернополе. Как тренер подготовил 140 мастеров спорта, 9 мастеров спорта международного класса, 87 чемпионов Украины, 12 чемпионов и призёров СССР, 3 обладателей Кубка мира, 4 чемпионов Европы, 2-х участников 27-х летних Олимпийских игр в городе Атланта (1996, США). Среди его воспитанников мастера спорта СССР международного класса Анатолий Ельчанинов и Владимир Балабанов.

## Достижения
- Мастер спорта СССР по классической (греко-римской) борьбе (1959)[5]
- Заслуженный тренер УССР (1967)[5]
- Судья международной категории (1980)[5]
- Заслуженный работник физической культуры и спорта УССР (1988)[5]
- Награда 1-й степени Тернопольской городского совета (1990)[5]